# Bnei Sakhnin F.C.

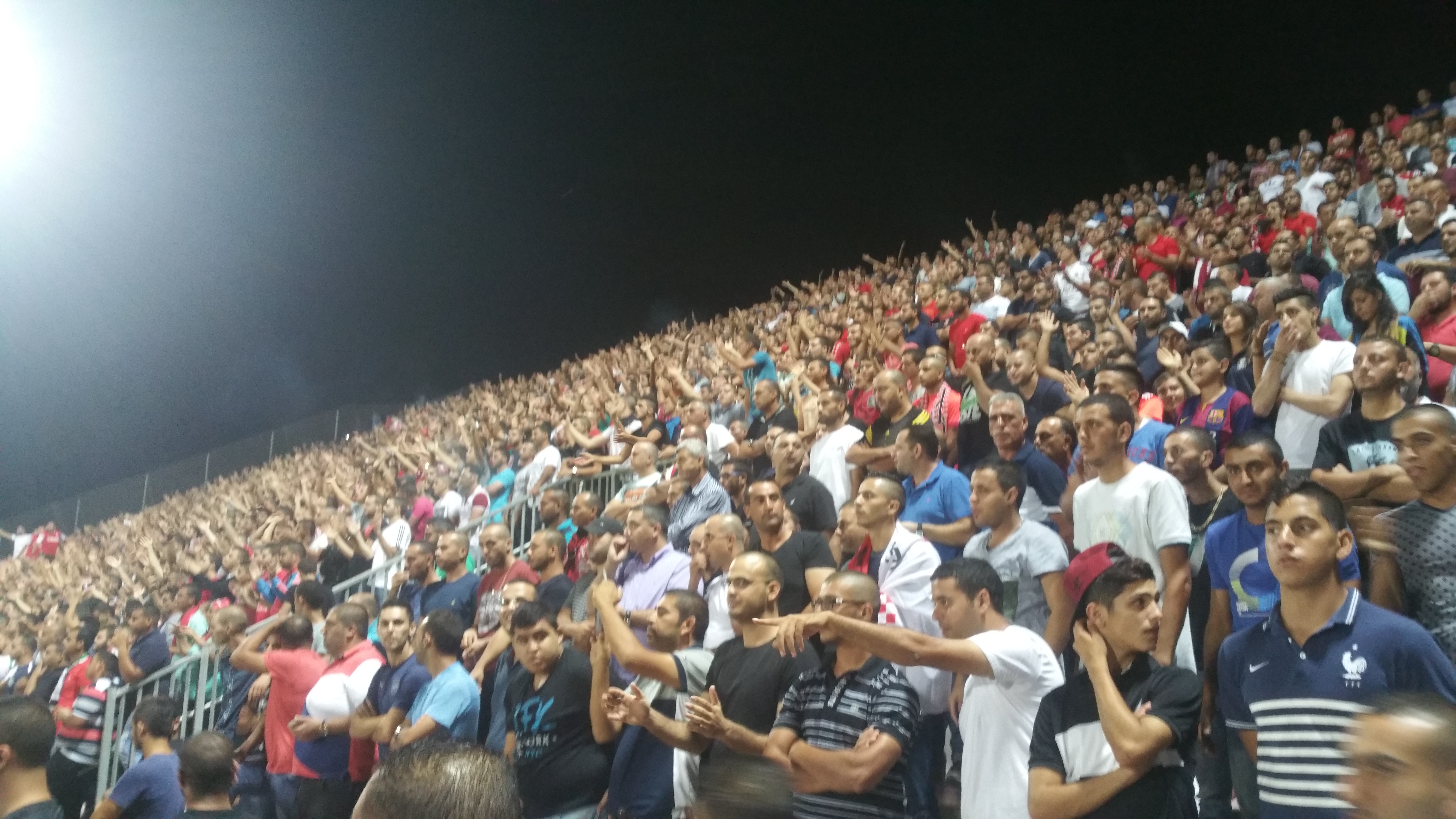
La hinchada de Bnei Sakhnin F.C. en el 2015.

El Bnei Sakhnin F.C. (en hebreo: איחוד בני סכנין‎, Ihud Bnei Sakhnin; en árabe: اتحاد أبناء سخنين‎ Ittihad Abna Sakhnin, lit. Hijos del Sakhnin United) es un club de fútbol de Israel que juega sus partidos en el Doha Stadium de la ciudad de Sajnin. Es el club árabe israelí más importante del país y ganó la Copa de Israel en 2004.

## Palmarés
- Copa de Israel: 2004.